# علم الأورام الفيزيائية
علم الأورام الفيزيائي (بالإنجليزية: Physical oncology)‏ هو دراسة لدور الإشارات الميكانيكية في الورم السرطاني. من الممكن أن تكون هذه الإشارات الميكانيكية قوى وضغوط («سحب» و«دفع» و«قص» تحدد القوى التي تدفع أو تسحب أو تكون عرضية). إذا عممنا الحديث سنتحدث عن «حقل الإجهاد» و «إجهاد العضلة الشادة».
الورم السرطاني (أو «الاورام الصلبة» في لسان أطباء الأورام ليميزوه عن الأورام الخبيثة الدموية) هو عضو يتكون من نسيجين في الوسط الورم السرطاني المناسب وحول المصفوفة خارج الخلايا (ECM)، وفي بعض الاحيان تسمى السدى، المشيمية أو النسيج الضام. يعتبر مفهوم النسيج الضام مثيرًا للاهتمام لأنه هو يحدد النسيج الذي ينتقل عبر الكائن الحي بأكمله (ما عدا الدماغ) ويعتبر ناقل مفضل بالنسبة للإشارات الميكانيكية. وبالنسبة لعاى ضو السرطان - المعزول عن هذا النظام الضام - نفضل مصطلح ECM.
يُشتق النسيج السرطاني من نسيج طبيعي للجسم: يُنشئ سرطان الثدي بسبب تحول سرطاني في أنسجة الغدد الثديية الطبيعية. يشبه النسيج الأصلي: يعرف بأنه متمايز؛ يميزه شكله السيء بمظهر مجهري بعيد عن الأنسجة الطبيعية ومن ثم يكون «تنبؤًا سيئًا»، مما يؤدي إلى المزيد من النقائل وستزيد صعوبة علاجها.
يُركز على السرطانات المشتقة من «الظهارة» فقط، وهي الأنسجة التي تغطي الأعضاء في واجهاتها مع الهواء والسوائل أو مع العالم الخارجي. الخلايا الظهارية متجاورة ومستقطبة. تشكل السرطانات أكثر من 90٪ من السرطانات (الثدي، البروستات، القولون / المستقيم، القصبات، البنكرياس) تنشأ بسبب الظهارة بعد مكوث السرطان لفترة طويلة.

## كلا أنسجة العضو السرطاني

### ECM
النسيج خارج الخلية عبارة عن عدد من الخلايا المتمازجة (الخلايا المناعية، والأرومات الليفية، إلخ) التي تنتشر في البروتينات، ومعظمها من الكولاجين. وتحيط بالورم. مشابه للنسيج الضام والغشاء القاعدي، وهوعبارة عن تكثف موضعي موقعه تحت الظهارة الطبيعية. يساعد هذا النسيج الضام الأكسجين والمواد المغذية بالانتشار في الظهارة، والتي لا تتناقل في الأوعية الدموية.
في ورم النسيج خارج الخلية، تتشكل بسرعة أكبر من 1 مم 3 من الورم شبكة من الأوعية الدموية، «الأوعية الدموية الجديدة» (التي تتكون بسبب «تكوين الاوعية الدموية») حول الورم والتي تسمح بانتشار الأكسجين والمواد المغذية في الأنسجة السرطانية نفسها، وهي ليست أوعية دموية.

### النسيج السرطاني
النسيج السرطاني نفسه، مشتق من التحول السرطاني للظهارة.

## التسرطن
هي عملية متعددة السنوات. ينشأ السرطان من خلال مرور الغشاء القاعدي إلى النسيج الضام الأساسي بمساعدة من خلية سرطانية واحدة أو أكثر.

## إعادة اكتشاف أهمية الإشارات الميكانيكية في بيولوجيا الكائنات الحية
حافظت العديد من الفرق، في الولايات المتحدة الأمريكية على وجه الخصوص، على خبرة في دراسة الإشارات غير البيولوجية في علم الأورام (دونالد إنغبر، ومينا بيسيل ثم فاليري ويفر، وراكيش ج. جين من بين آخرين). ولكن الهيمنة المطلقة لعلم الوراثة والبيولوجيا الجزيئية منذ منتصف القرن العشرين همّشت هذا النهج حتى إحيائه في بداية القرن الحادي والعشرين. يأخذ هذا التجديد في الاعتبار المكاسب الهائلة لعلم الوراثة والبيولوجيا الجزيئية في النهج الميكانيكي البيولوجي. من ناحية أخرى، يتحقق النمط الظاهري من النتائج بفضل هذه الإنجازات ولكنه لا يستخدم المفاهيم.